# Синдром Нобекура
Синдро́м Нобеку́ра — симптомокомплекс, развивающийся у детей с тяжёлой формой сахарного диабета, характеризующийся отставанием роста и полового созревания, жировой инфильтрацией печени на фоне пониженной массы тела.

## Этиология
Синдром Нобекура, как правило, является результатом длительно не компенсированного сахарного диабета у детей.

## Дифференциальная диагностика
В отличие от синдрома Мориака отсутствует избыточное развитие подкожного жирового слоя.

## Клиническая картина
Синдром Нобекура чаще возникает у детей с тяжёлой формой сахарного диабета, длительно не получавших адекватной терапии инсулином. Клиническая картина характеризуется развитием и прогрессированием гепатомегалии, задержкой физического и полового развития.

## Лечение
Основная цель лечения — стойкая компенсация сахарного диабета.
Лечение сложное включает подбор адекватной дозы инсулина, соблюдение рекомендаций по режиму и рациональной диетотерапии сахарного диабета, витамины группы B, гепатотропные препараты (курсами), анаболические стероиды.

## Профилактика
С целью профилактики развития данного синдрома рекомендуют чёткое соблюдение всех принципов лечения сахарного диабета.